# Bas Bron

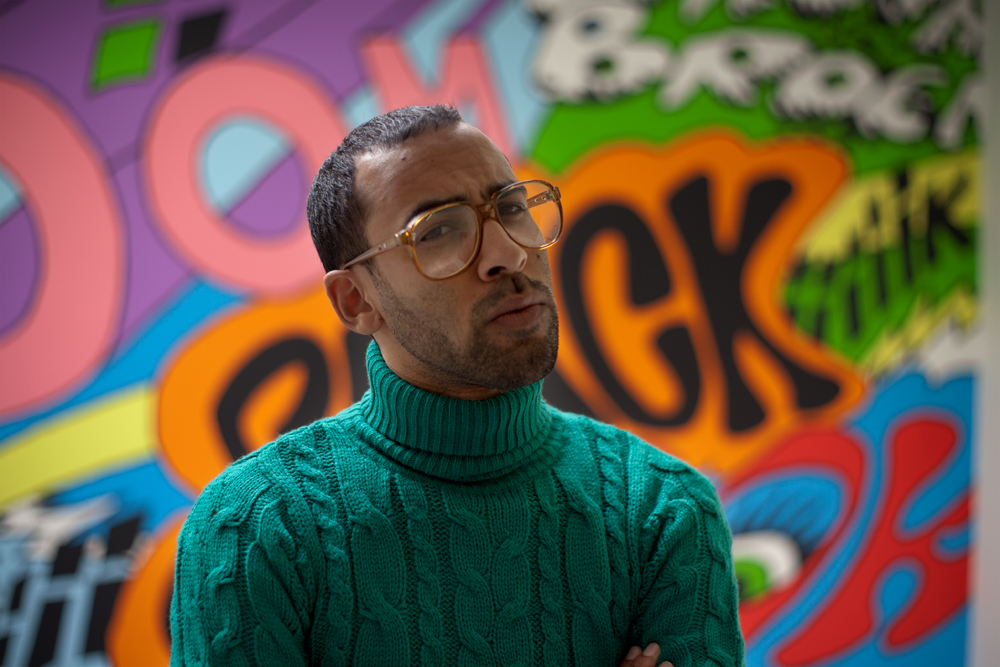
Bas Bron (2011)

Bas Bron (* 17. Juli 1974 in Haarlem) ist niederländischer Musiker. Er veröffentlicht unter verschiedenen Pseudonymen, von denen Bastian und Fatima Yamaha die bekanntesten sind.

## Leben
Neben seinen Produktionen als Bastian veröffentlicht Bron auch unter den Projektnamen Gifted, Seymour Bits und Fatima Yamaha. Er ist weiterhin Mitglied der Hip-Hop-Gruppe De Jeugd Van Tegenwoordig und des Elektronikduos Comtron. In seiner Musik greift er Einflüsse aus Funk, Disco, Hip-Hop und elektronischer Musik auf.
Mit dem als Bastian veröffentlichten Song You've Got My Love hatte Bron 2001 in den Niederlanden seinen ersten Hit. Das Stück erreichte Platz 17 der niederländischen Charts. Im selben Jahr erschien sein Debüt-Album Ready. In den folgenden Jahren erschienen unter mehreren Projektnamen vier weitere Alben, zuletzt 2007 das Album IV.
2005 gründete er zusammen mit dem als DJ Parker Jones bekannten Kostijn Egberts sein eigenes Label „Magnetron Music“.
Bei Live-Auftritten wird Bron von einer Band unterstützt.

## Diskographie

### Alben
- 2001: Bastian – Ready (DJ Therapy)
- 2002: Gifted – Held Back By Inferior Technology (DJ Therapy)
- 2003: Bastian – It's All Downhill From Here (Supertracks)
- 2005: De Jeugd Van Tegenwoordig – Parels Voor De Zwijnen (Magnetron Music)
- 2006: Seymour Bits – The Booty Pop Phantom (Magnetron Music)
- 2007: Comtron – Follow The Money (Rush Hour Recordings)
- 2007: Bastian – IV (Supertracks)
- 2010: Seymour Bits – Seymour Bits (Magnetron Music)
- 2015: Fatima Yamaha – Imaginary Lines (Magnetron Music)
- 2020: Fatima Yamaha – Spontaneous Order (Magnetron Music)

### EPs und Singles
- 2001: Bastian – People Change / You've Got My Love (DJ Therapy)
- 2001: Bastian – Anything (DJ Therapy)
- 2002: Bastian – Paper Love (Supertracks)
- 2002: Gifted – Lost (DJ Therapy)
- 2003: Seymour Bits – Hit Me With Technology (Breakin' Records)
- 2004: Seymour Bits – Bonparapara Attack! (Klakson)
- 2004: Bastian – Flight Of The Starglider (Supertracks)
- 2004: Fatima Yamaha – A Girl Between Two Worlds EP (D1 Recordings)
- 2005: Gifted – JustSaySo (Magnetron Music)
- 2005: De Jeugd Van Tegenwoordig: Ho Ho Ho (TopNotch)
- 2005: Seymour Bits – Return Of The Phantom (Magnetron Music)
- 2005: Seymour Bits – Watskeburt (Clone)
- 2006: Seymour Bits – Keep It Dippin (Magnetron Music)
- 2006: De Jeugd Van Tegenwoordig – Poes In De Playboy (PIAS Benelux)
- 2007: De Jeugd Van Tegenwoordig – Shenkie (Magnetron Music)
- 2015: Fatima Yamaha – What's A Girl To Do? (Dekmantel)
- 2017: Fatima Yamaha – Araya (Dekmantel)
- 2020: Fatima Yamaha – Day We Met (Magnetron Music)